# Sciences numériques
 (septembre 2015).

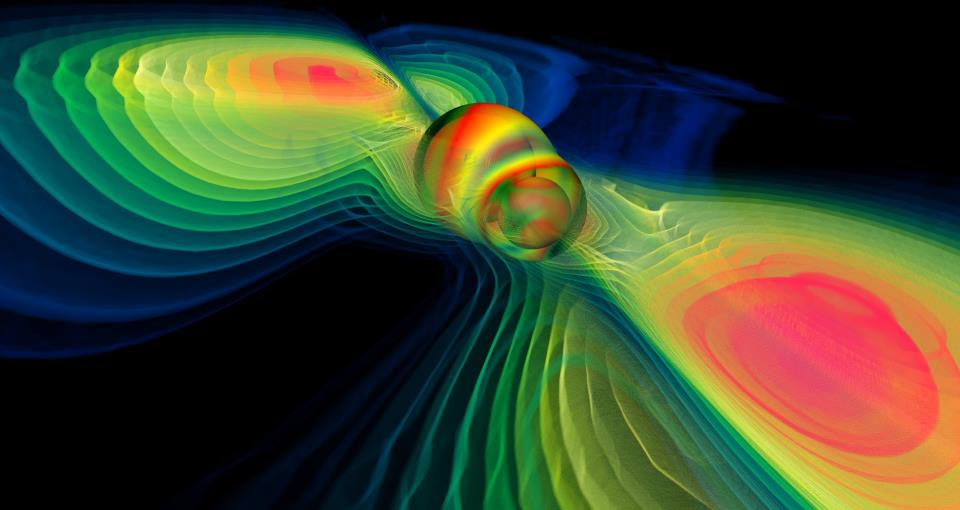
Simulation numérique de deux trous noirs en fusion réalisée par l'Institut Albert Einstein en Allemagne : ce rendu montre (couleurs) le degré de perturbation du tissu espace-temps, ce que l'on appelle les ondes gravitationnelles. Crédit image : Werner Benger.

Les sciences numériques (traduction de l'anglais computational sciences), autrement dénommées calcul scientifique ou informatique scientifique,, ont pour objet la construction de modèles mathématiques et de méthodes d'analyse quantitative, en se basant sur l'utilisation des sciences du numérique, pour analyser et résoudre des problèmes scientifiques. Cette approche scientifique basée sur un recours massif aux modélisations informatiques et mathématiques et à la simulation se décline en : médecine numérique, biologie numérique, archéologie numérique, mécanique numérique, par exemple.
Les modélisations numériques permettent aux sciences d'évoluer en introduisant des outils de simulation, c'est-à-dire d'expérimentation numérique.
Ces outils d'investigation diffèrent de développements théoriques ou d'expériences de laboratoire qui sont les formes traditionnelles d'investigation de la science et de l'ingénierie. L'approche à partir de l'analyse de modèles mathématiques mis en œuvre à travers des simulations numériques  permet de gagner en compréhension. Des algorithmes modélisent les mécanismes étudiés et permettent de les représenter, et/ou de visualiser leurs développements futurs calculés. Ces techniques font l'objet de formations spécifiques.
Ces techniques requièrent, pour garantir la reproductibilité des expériences numériques, d'archiver et documenter les données et le code utilisé pour obtenir les résultats,,.

## Langages pour le calcul scientifique
Fortran, langage historique pour le calcul scientifique, reste populaire pour la plupart des applications de calcul scientifique. 
Les autres langages de programmation et systèmes de calcul formel couramment utilisés incluent le langage C, C++, Julia, Maple, Mathematica, MATLAB et GNU Octave, Python (avec la bibliothèque SciPy), Perl (avec la bibliothèque PDL), R, et Scilab, Haskell. 
Les programmes permettant de réaliser des calculs intensifs utilisent souvent des routines en C ou Fortran, ainsi que des bibliothèques d'algèbre optimisées telles que BLAS ou LAPACK. 
En outre, le calcul parallèle est fortement utilisé dans le calcul scientifique pour résoudre de gros problèmes en un temps raisonnable. Dans ce cadre, le problème est soit réparti sur plusieurs cœurs d'un seul microprocesseur (par exemple avec OpenMP), soit réparti sur plusieurs nœuds mis en réseau (par exemple avec MPI), soit exécuté sur un ou plusieurs GPU (généralement à l'aide de CUDA ou OpenCL).

## Usage du terme
En français, cette traduction de l'anglais désigne un domaine scientifique proche de l'ingénierie numérique ou de la modélisation numérique  pour désigner la modélisation et l’analyse par simulation numérique en mécanique, ou plus généralement dans les disciplines scientifiques utilisant des méthodologies d'étude numériques à partir de modèles,,.
Toutefois, le terme de sciences numériques met en valeur une approche liée à la science informatique, contrairement aux autres options, davantage liées à l'ingénierie ou aux mathématiques.
En France, le ministère de l'Éducation nationale créé en septembre 2019 un enseignement obligatoire en classe de Seconde générale et technologique, appelé Sciences numériques et technologie.

## Traduction de l'anglaiscomputational science
La traduction de l'anglais computational science par le français sciences numériques pose des problèmes sémantiques. L'emploi de l'adjectif numérique rapproche sémantiquement le terme sciences numériques de la discipline de l'analyse numérique alors qu'analyse numérique et computational science sont des disciplines distinctes. En effet, il existe des algorithmes utilisés par la computational science qui ne sont pas numériques. Par exemple, le calcul formel, les méthodes formelles ou l'intelligence artificielle (qui inclut l'apprentissage automatique) utilisent des méthodes non-numériques qui appartiennent pourtant à la discipline computational science.